# River Claire (Riviere Blanche)
Der River Claire ist ein Zufluss des Rivière Blanche im Parish Saint Patrick von Dominica.

## Geographie
Der River Claire entspringt in der östlichen Flanke von Foundland. Der Bach verläuft nach Nordosten und mündet bei Pointe Mulatre Estate in die Rivière Blanche.